# Carmen Saliare
Il Carmen Saliare è un frammento in latino arcaico il cui testo, nell'antica Roma, veniva recitato nello svolgimento dei rituali praticati dai sacerdoti Salii (conosciuti anche come i "sacerdoti saltellanti").
I riti erano imperniati soprattutto attorno alle figure degli dei Marte e Quirino, e si tenevano nei mesi di marzo ed ottobre. Consistevano in alcune processioni durante le quali i sacerdoti, portando armature ed armi antiche, eseguivano la loro danza sacra e cantavano il Carmen Saliare. La creazione dell'ordine dei sacerdoti Salii è antecedente all'epoca della Repubblica romana e le loro origini vengono fatte risalire fino al regno del mitico re Numa Pompilio.
I sacerdoti Salii venivano scelti tra i figli di famiglie patrizie i cui genitori fossero ancora in vita al momento della scelta. La nomina era una nomina a vita, tuttavia era loro permesso di abbandonare l'ordine se avessero ottenuto un sacerdozio di maggiore importanza oppure una grossa carica pubblica.
Alcuni frammenti dell'inno, composti in versi saturni, si sono conservati grazie a Marco Terenzio Varrone, che ha riportato il primo e il terzo nella sua opera De lingua Latina nei passi del capitolo VII 26, 27, e a Quinto Terenzio Scauro, che ha tramandato il secondo nel suo De orthographia.

I frammenti recitano:
(fragmentum 1)
(fragmentum 2)
(fragmentum 3)
La lingua del carmen saliare è così arcaica da risultare difficilmente intellegibile per gli stessi sacerdoti in età imperiale.